# Anna Maria Rizzoli
Anna Maria Rizzoli (Roma, 26 de agosto de 1953) es una actriz y presentadora de televisión italiana. 

## Biografía
Rizzoli comenzó su carrera como modela de glamour y en la segunda mitad de la década de 1970 entró en la industria del cine, convirtiéndose en una estrella en el género de la comedia sexy. También trabajó en la televisión, apareciendo en varias series y presentando algunos programas, incluyendo el Festival de la Canción de Sanremo 1979, y en el escenario donde trabajó con Giorgio Strehler.